# LaDainian Tomlinson
LaDainian Tomlinson (Rosebud, Texas, 23 de junio de 1979) es un exjugador de fútbol americano que jugó de running back, en los San Diego Chargers y New York Jets.
LaDainian Tomlinson, abreviado comúnmente a "LT", empezó a jugar al fútbol americano en la preparatoria University High School, donde también jugó al baloncesto y al béisbol. Debido a su gran habilidad, obtuvo una beca en la Universidad Cristiana de Texas (TCU) en Fort Worth, donde tuvo muy destacadas actuaciones, lo que le valió ser proyectado como el mejor corredor del draft de la NFL en el 2001. 
Fue drafteado como la quinta elección global por los San Diego Chargers, y desde el momento que debutó, LT no ha parado de cosechar buenos logros, siendo en el 2006 su mejor año, en el cual rompió el récord de más touchdowns de carrera con 28, para llegar a un total de 33, con 2323 yardas totales. Su equipo fue el mejor de la temporada regular de la NFL, al terminar con récord de 14-2, aunque terminaron siendo eliminados por los New England Patriots en la final de división. 
En 2007 no pudo jugar la final de conferencia debido a una lesión sufrida en la final de División contra los Indianapolis Colts. Los San Diego Chargers fueron derrotados nuevamente por los New England Patriots por marcador de 21-12.
En la lista de los 100 mejores jugadores de la historia de la NFL publicada el 4 de noviembre de 2010, Tomlinson fue ubicado como el décimo mejor RB de todos los tiempos y el mejor dentro de los corredores en activo.